# Morchella semilibera
Morchella semilibera sin. Mitrophora semilibera, Morchella gigas, din încrengătura Ascomycota în familia Morchellaceae și genul Morchella este o ciupercă comestibilă de tip Ascomycota. Ea este denumită în popor zbârciog semiliber fiind în mod predominant locuitoare de sol saprofit. Buretele se dezvoltă în România, Basarabia și Bucovina de Nord deja de la începutul lui aprilie (în regiuni calde deja din martie) până la mijlocul lui iunie, crescând solitar sau în grupuri mici prin păduri mixte, zăvoaie, pe malurile de pâraie sau izvoare, preferat sub plopi, prin grădini, parcuri, pajiști umede și humoase precum pe mulci, adesea împreună cu alte specii Morchella.

## Taxonomie
Genul Morchella a fost și este sursa de considerabile controverse taxonomice de-a lungul anilor, mai ales în ceea ce privește numărul de specii implicate. El se află în prezent în centrul de studii extinse filogenetice, biogeografice, taxonomice și nomenclaturale, cu privire și la această ciupercă.

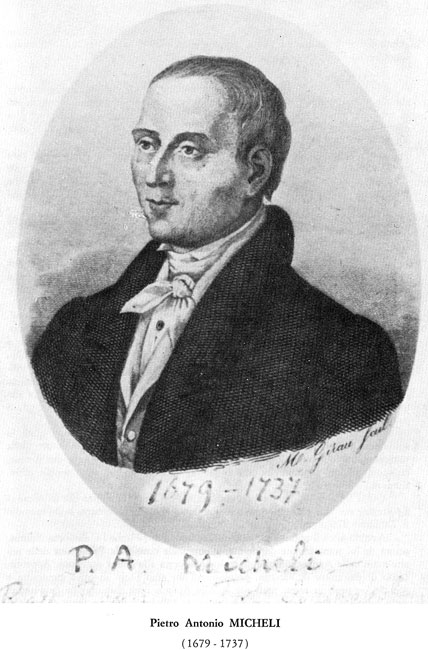
Pier Antonio Micheli

Zbârciogul semiliber a fost descris originar sub doi taxoni independenți.
- Morchella gigas: a fost descrisă pentru prima dată drept Phalloboletus gigas de botanistul italian Pier Antonio Micheli (1679-1737) în cartea sa Nova plantarum genera din 1729.[6] Dar această denumire a fost dată uitării (astăzi acceptată sinonim). Astfel primul taxon valabil pentru mult timp a fost Phallus gigas al micologului german August Batsch, descris în volumul 1 al lucrării sale Elenchus Fungorum latine et germanice din 1783[7] și schimbat în Morchella gigas de către renumitului savant suedez Christian Hendrik Persoon în 1801.[8] În sfârșit, micologul francez Joseph Henri Léveillé i-a dat numele Mitrophora gigas în publicația lui din 1846 în jurnalul științific Annales des Sciences Naturelles Botanique.[9]
- Morchella semilibera: a fost descrisă și desenată  pentru prima oară sub denumirea 'Helvella hybrida de micologul englez James Sowerby (1757-1822) în volumul 2 al operei sale Coloured figures of English Fungi or mushrooms din 1799.[10] Au avut loc mai multe încercări de redenumire (de exemplu Morchella hybrida prin Persoon[11], taxon preferat de Bruno Ceto), dar numai două sunt în prezent de importanță: denumirea Morchella semilibera prin naturalistul elvețian Augustin Pyramus de Candolle, ca coautor în volumul 3 a marii lucrări Flore française al savantului Jean-Baptiste de Lamarck din 1805.[12] și redenumirea prin Léveillé în Mitrophora gigas (1846, vezi mai sus).

- Concluzie: Morchella semilibera și Morchella gigas sunt văzute astăzi o specie. Deci Léveillé pare a fi fost singurul care a recunoscut egalitatea celor două specii, taxonul preferat la cei mai mulți autori este Morchella semilibera, fiind cel mai vechi (după suprimarea Morchella gigas ca specie proprie), celelalte denumiri fiind văzute doar sinonime.

## Descriere

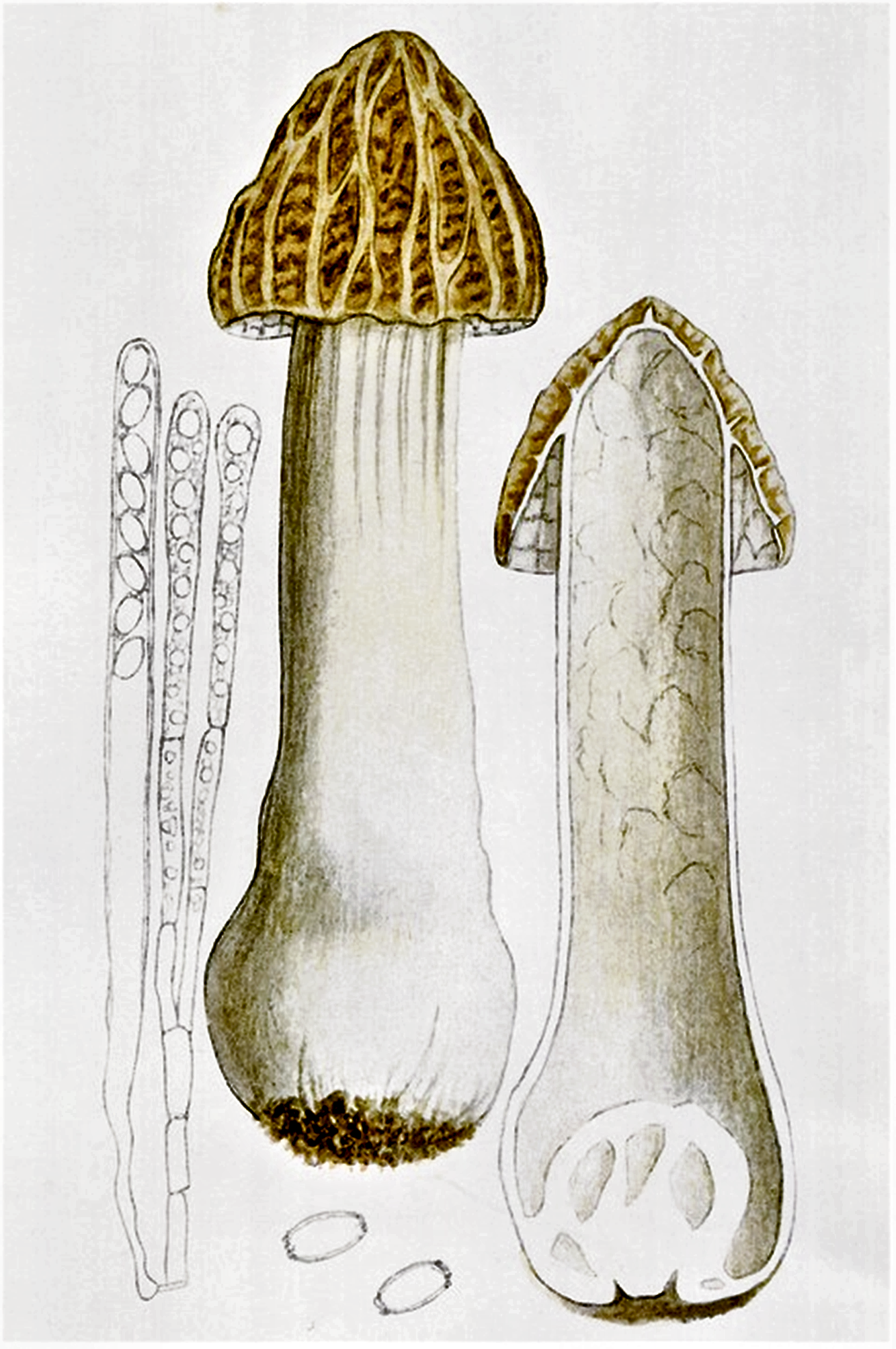
Bres.: M. gigas

- Corpul fructifer: are o înălțime de 3-5 cm și un diametru de 3-4,5 (6) cm, este de formă conică, clopoțească, fiind cleioasă, cu suprafață zbârcită și perforată, cu alveole neregulate și unghiulare pricinuite muchiilor longitudinale mai groase și acelor transversale mai subțiri. Culoarea variază între brun deschis, brun-gălbui și brun-măsliniu. Ridurile sunt în totdeauna de colorit mai închis, la maturitate deseori negricioase. Pălăria este fuzionată cu piciorul doar în vârf, partea inferioară fiind în rest liberă. În cele mai multe cazuri lungimea ei reprezintă doar o treime, comparat cu întinderea totală.

- Piciorul: are o lungime de 5-10 (20) cm, o grosime de 1,5-3,5 cm și o suprafață încrețit-brăzdată, formată câteodată neregulat, cu solzi albi, mari și granulați, fiind mereu îngroșat la bază, fragil și gol în interior. Culoarea lui este albicioasă în tinerețe, apoi capătă nuanțe gălbuie, rar chiar galben-brune.
- Carnea: este albicioasă în picior și colorată în pălărie, ceroasă și destul de fragilă, având un miros slab și plăcut de ciuperci precum un gust aromatic, savuros. S-au găsit deja exemplare cu o înălțime totală de peste 20 cm.
- Caracteristici microscopice: are spori elipsoidali, netezi, hialini (translucizi) și au o mărime de 22-30 x 14-18 microni. Pulberea sporilor este albicioasă spre crem. [4][5][13]

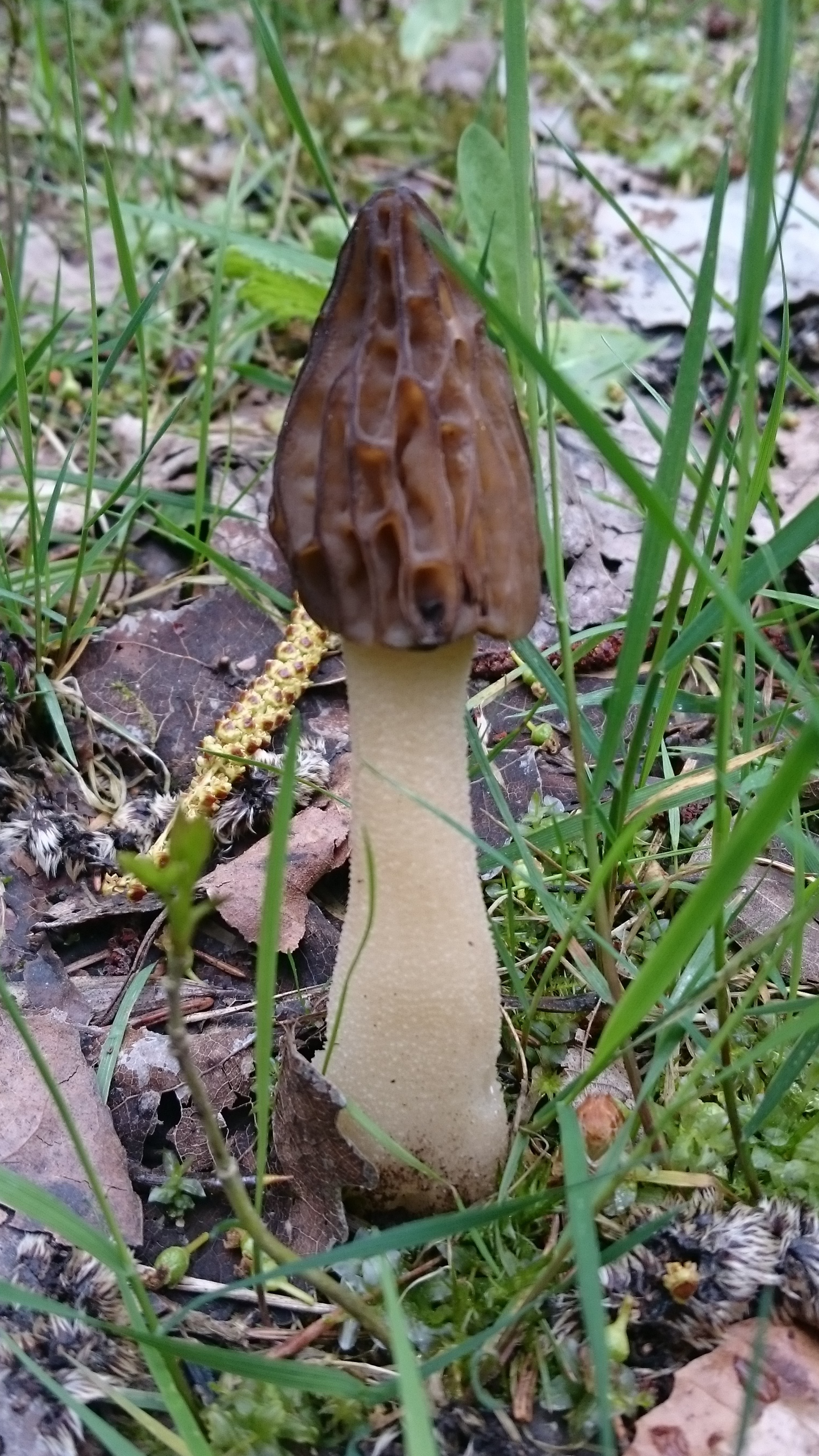
M. semilibera tânără
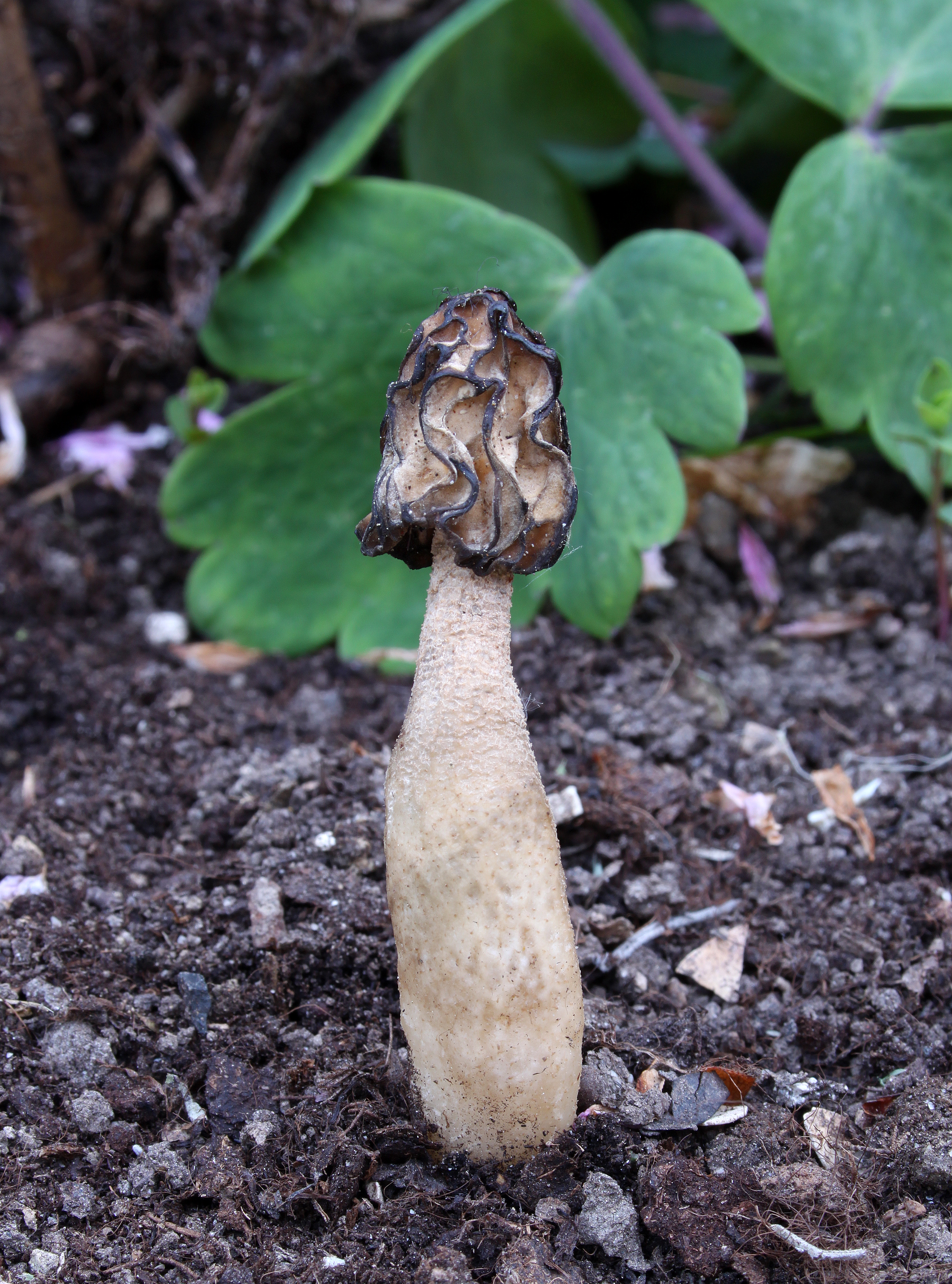
M. semilibera bătrână
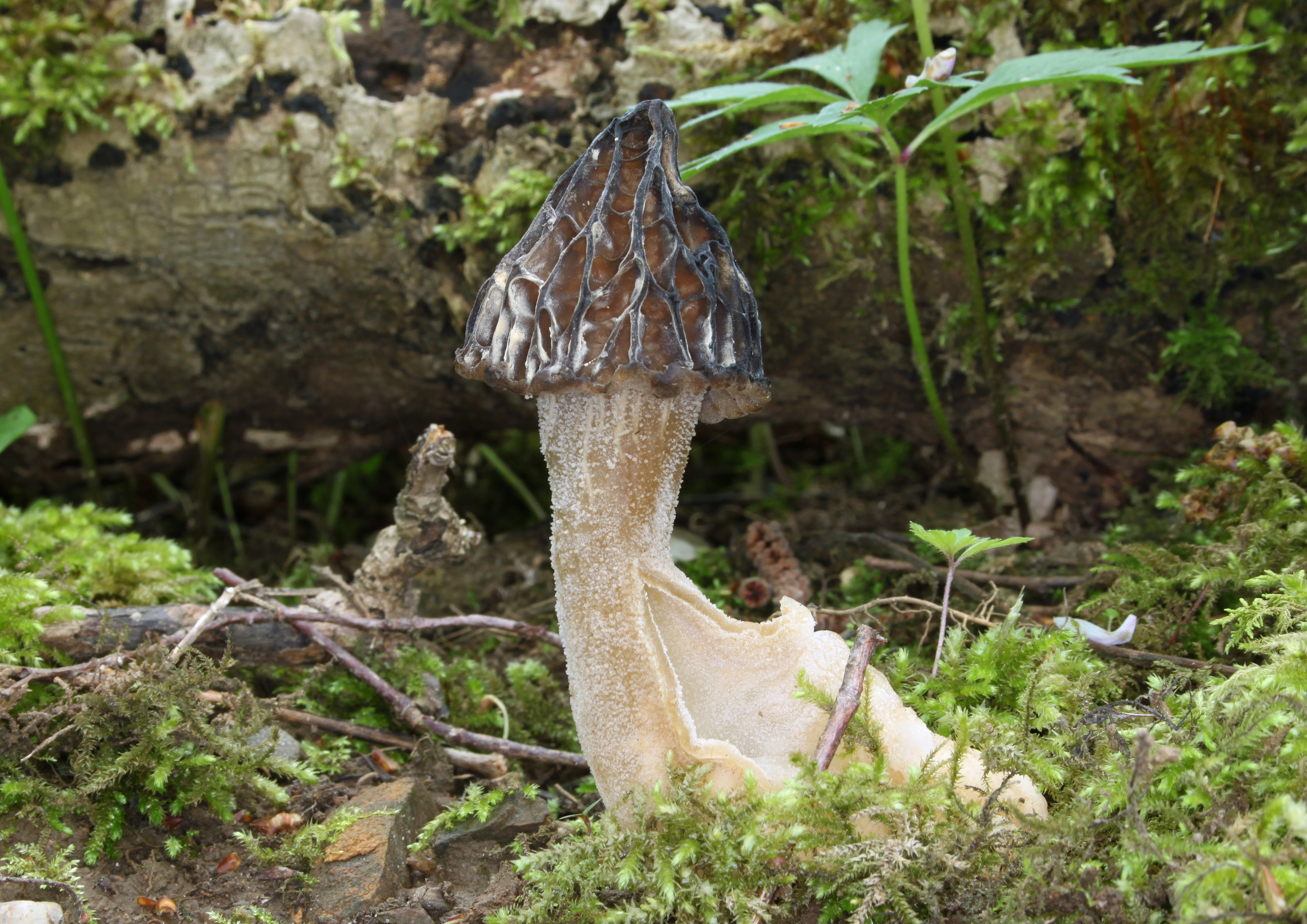
M. semilibera, picior

## Confuzii
Morchella semilibera poate fi confundată ușor cu alte specii comestibile de genul Morchella sau Verpa, ca de exemplu cu Morchella costata, Morchella crassipes, Morchella elata, Morchella punctipes,  respectiv Verpa bohemica  sau Verpa conica.
Buretele poate fi confundat cu Phallus impudicus (buretele pucios) atunci când acesta și-a pierdut gleba.
Pentru începători, confuzia cu buretele otrăvitor Gyromitra fastigiata sau chiar cu cel posibil mortal Gyromitra esculenta (zbârciog gras), cu totul că speciile se deosebesc destul de clar, ar putea să se dezvolte fatal. Sub numele românesc de „zbârciog” se tratează aproape mereu patru mari genuri de ciuperci: Gyromitra, Helvella, Morchella și Verpa. Între primele două se găsesc specii otrăvitoare pe când cele două din urmă sunt comestibile. Cu toate că cele patru genuri sunt goale pe interior, ele pot fi deosebite destul de ușor: Morchella și Verpa sunt unicamerale, pe când Gyromitra și Helvella sunt multicamerale, prezentând o încrengătură de goluri în interiorul lor.

## Ciuperci asemănătoare

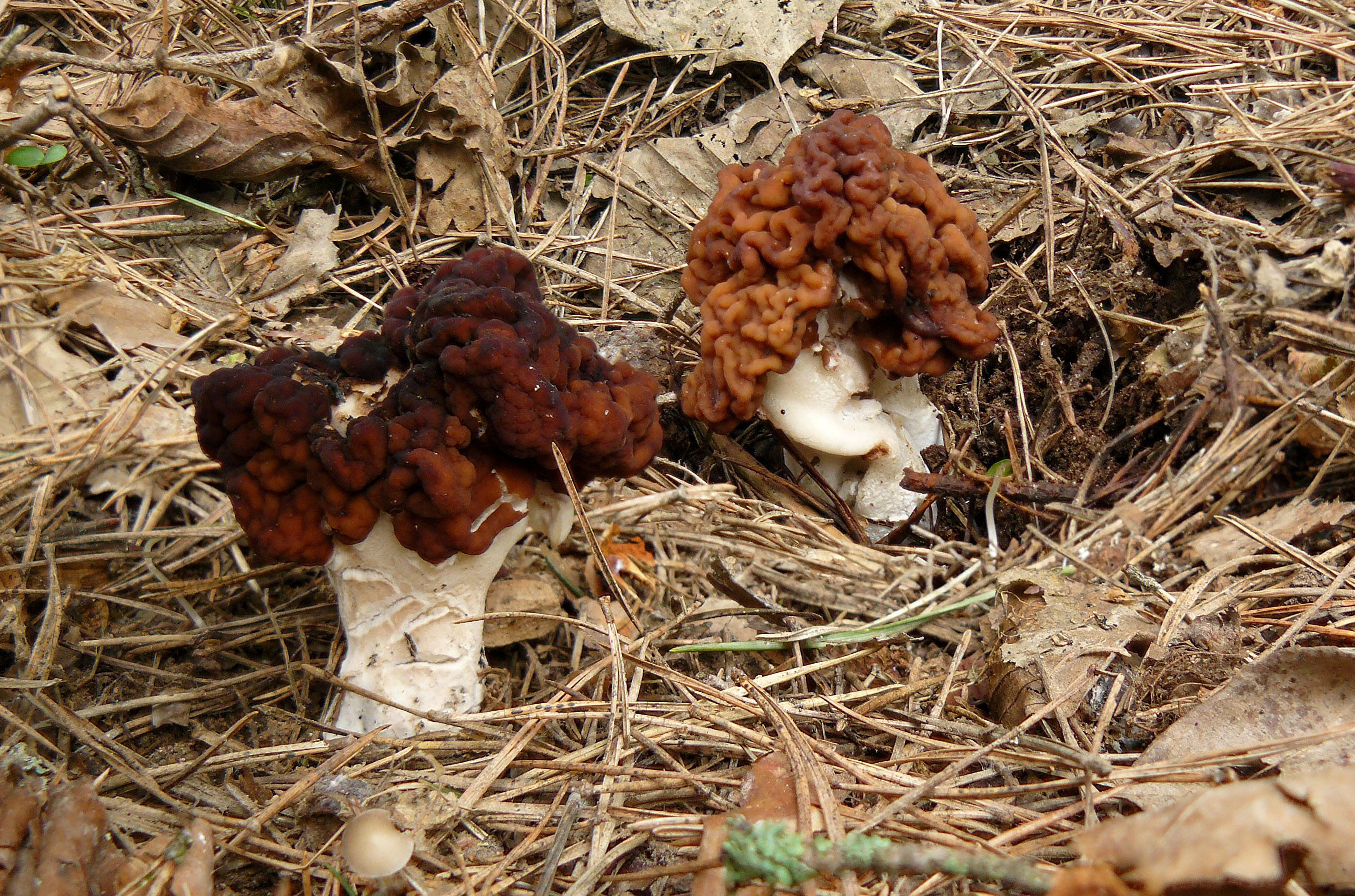
!!!Gyromitra esculenta!!!
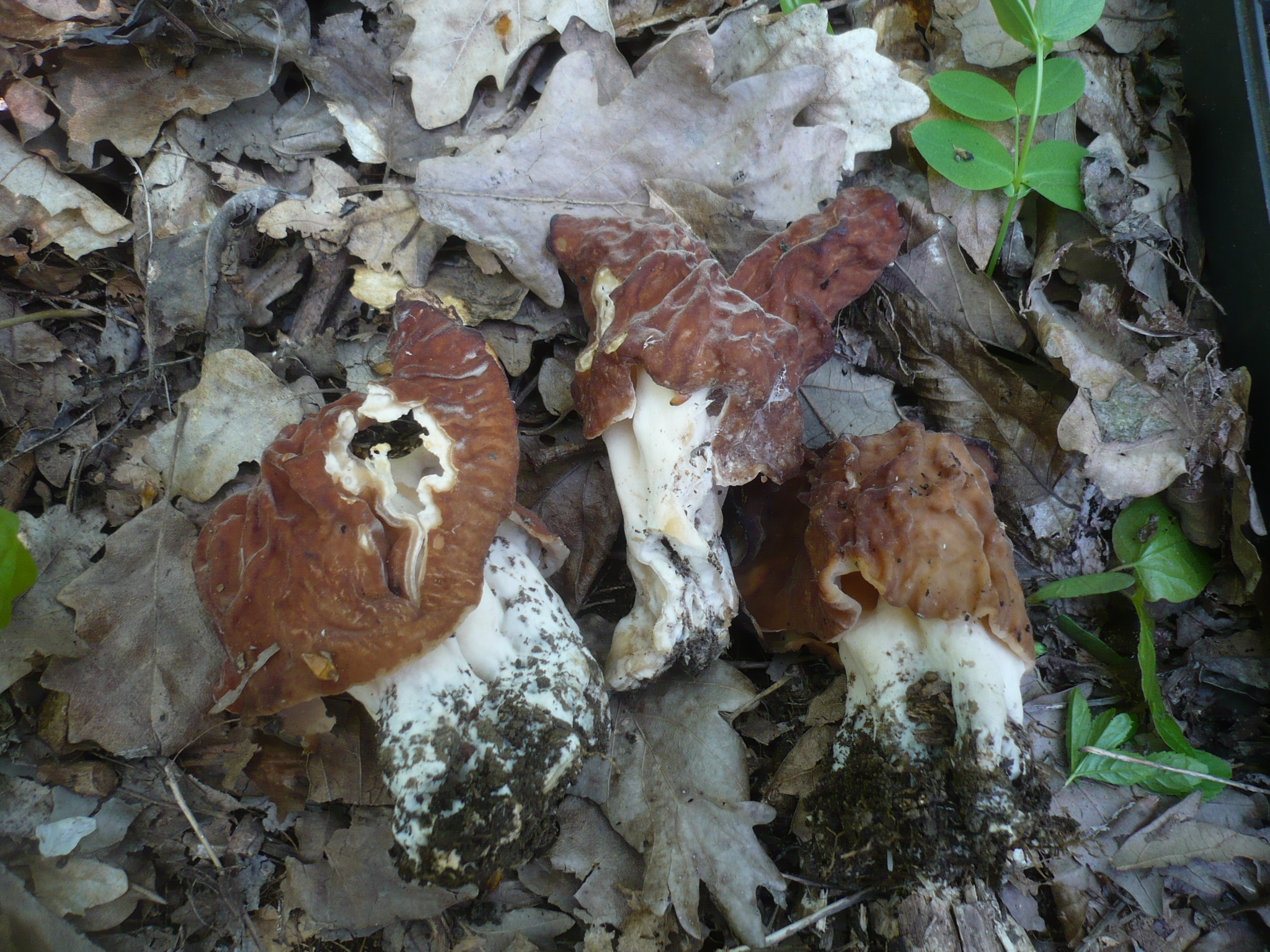
!!Gyromitra fastigiata !!
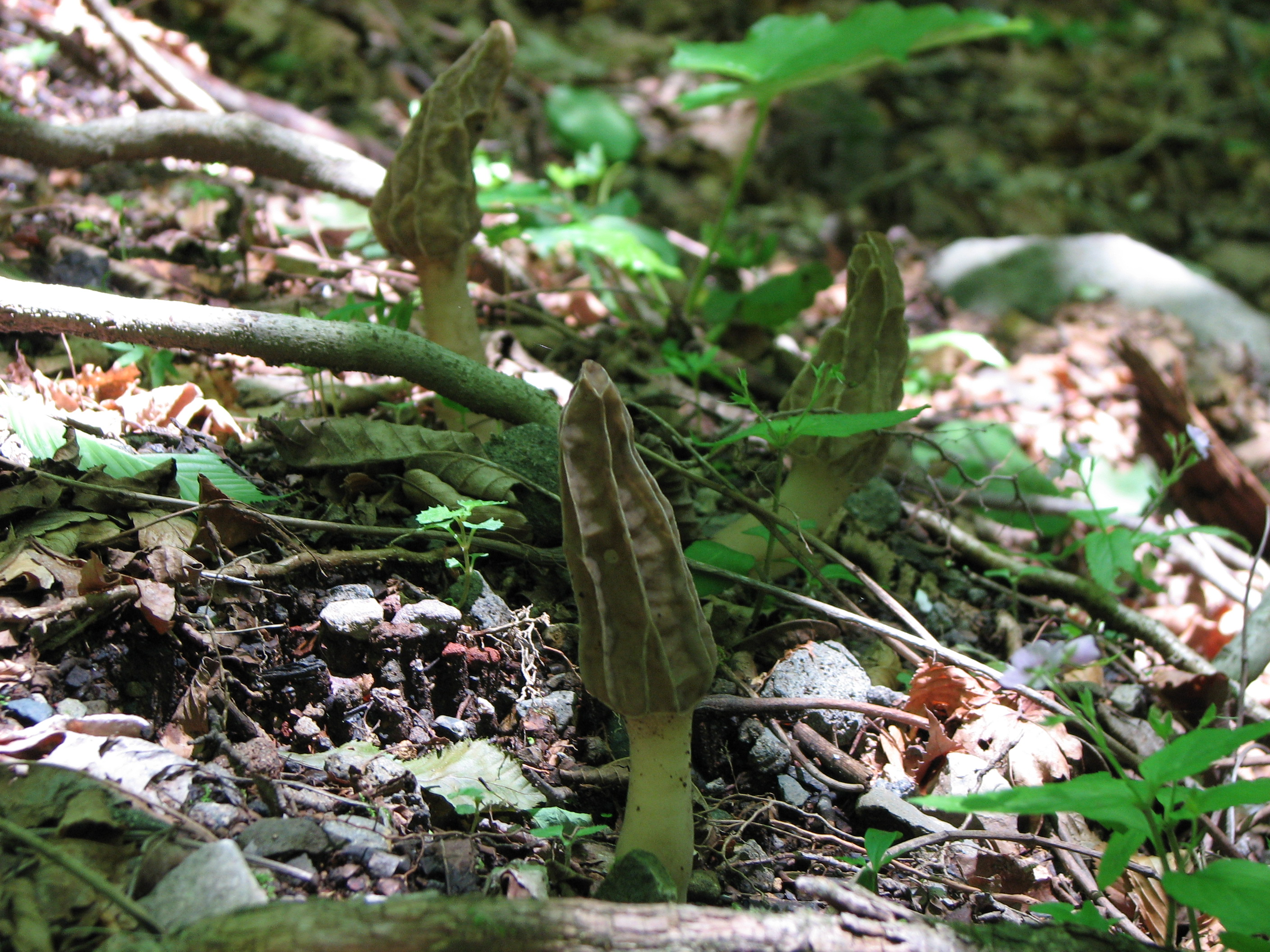
Morchella costata
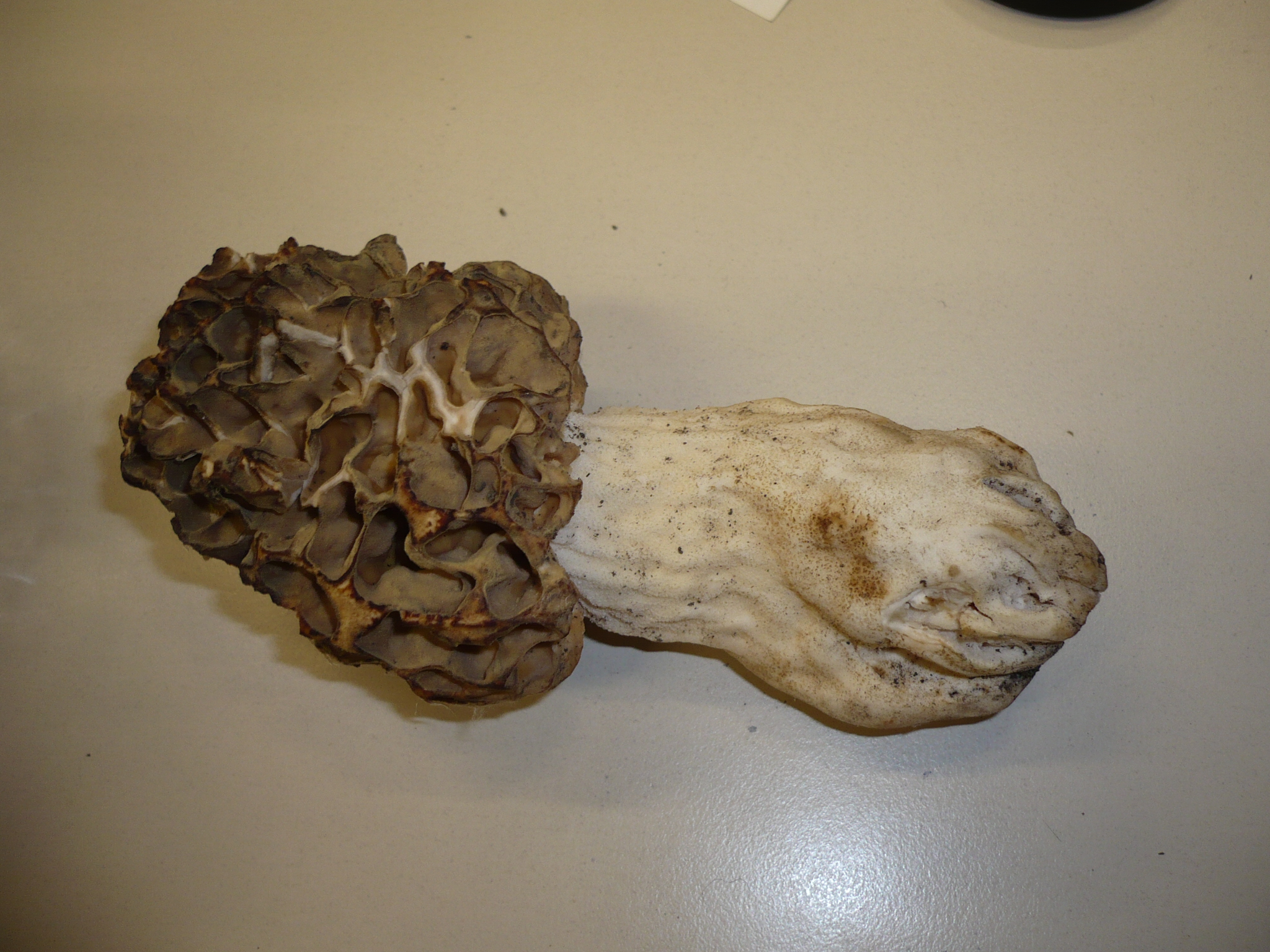
Morchella crassipes
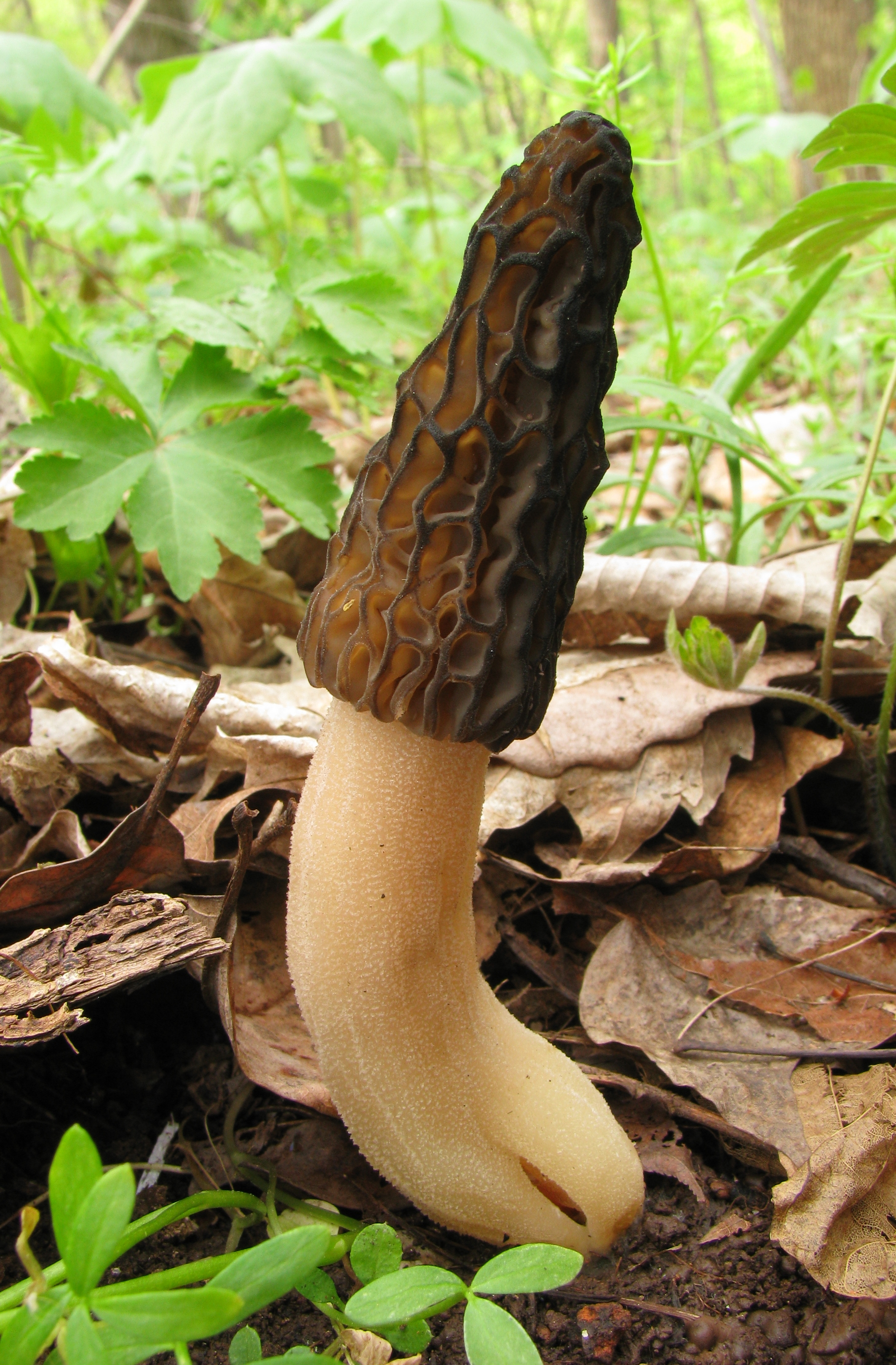
Morchella elata
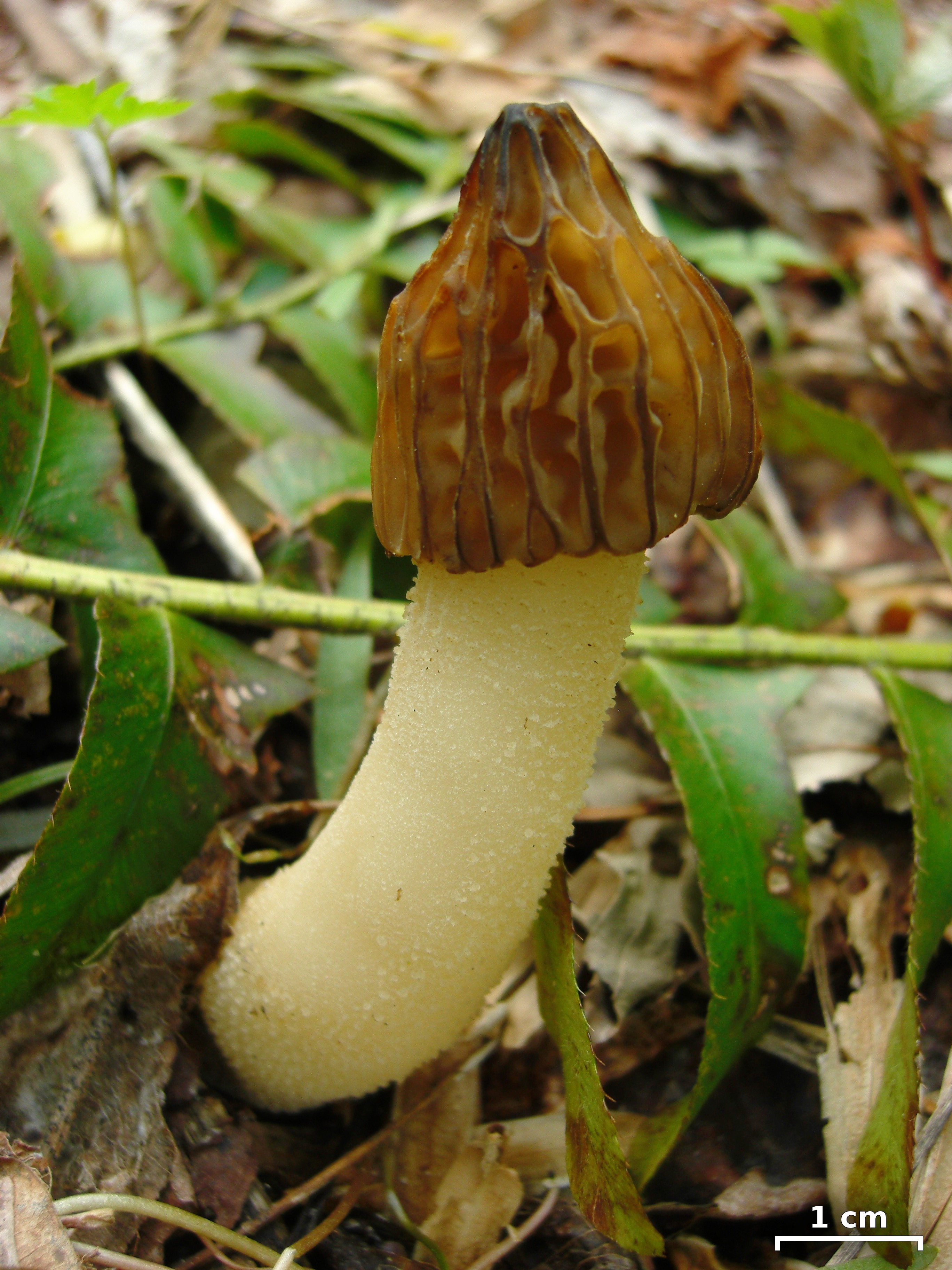
Morchella punctipes
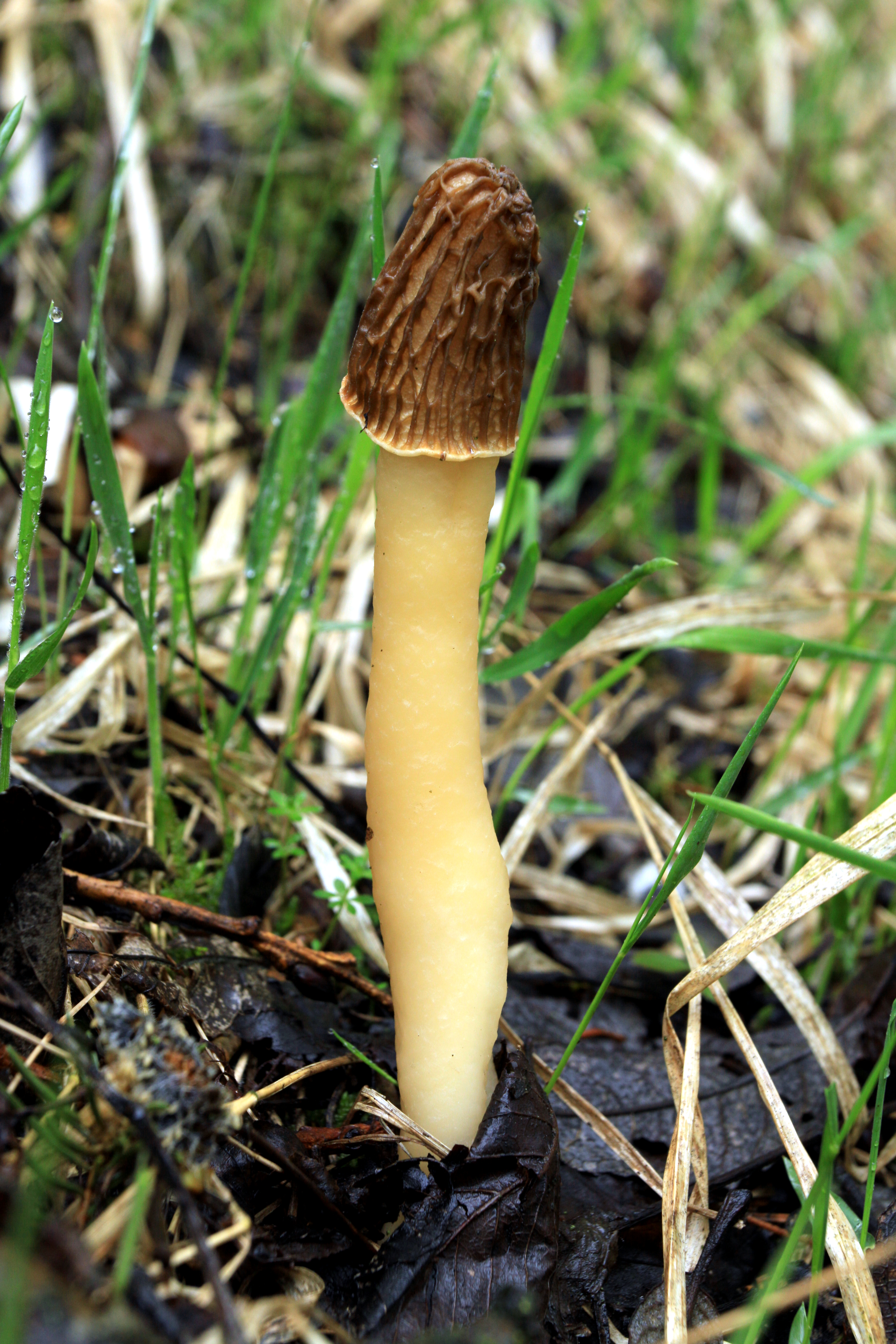
Verpa bohemica
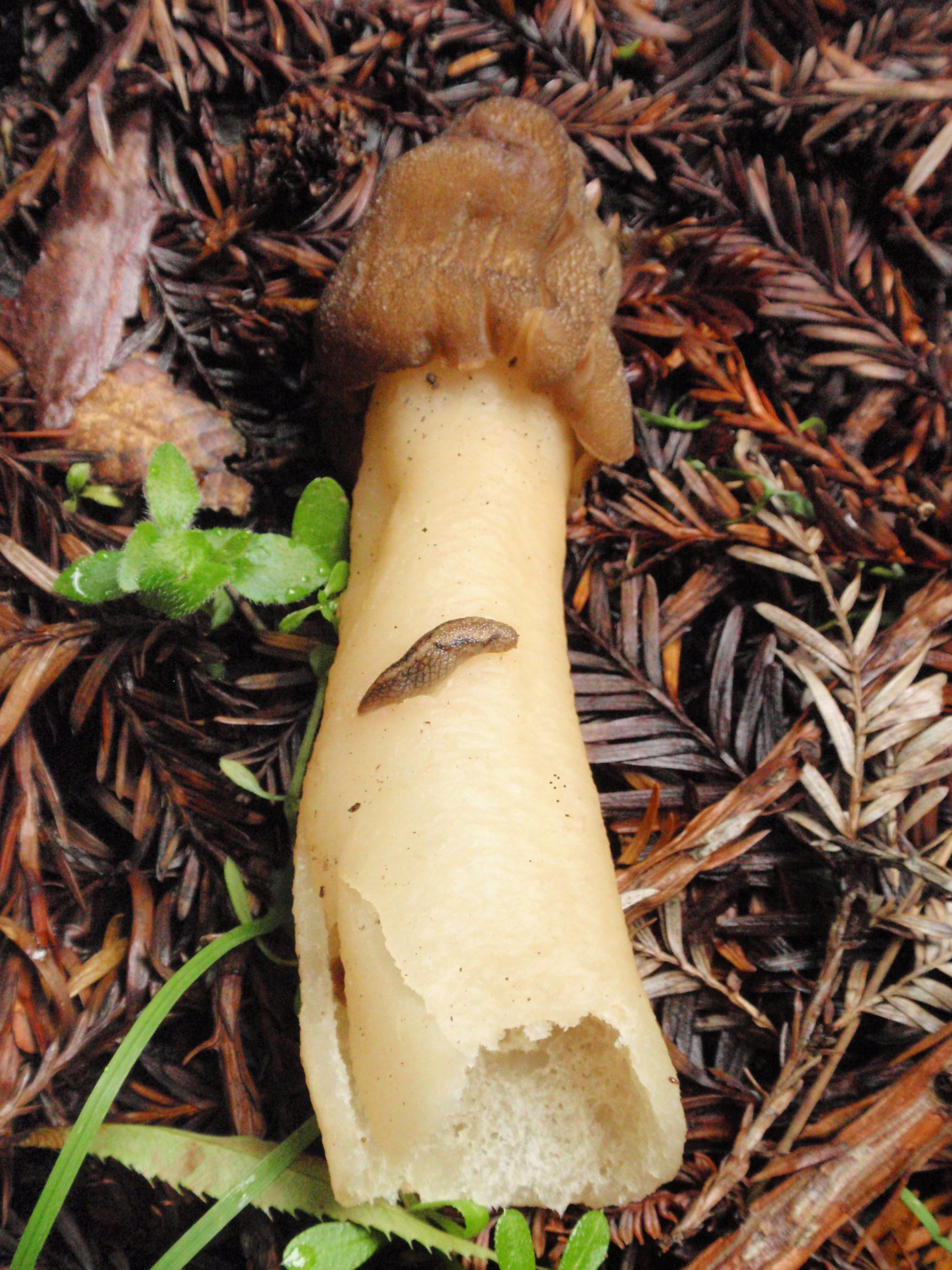
Verpa conica
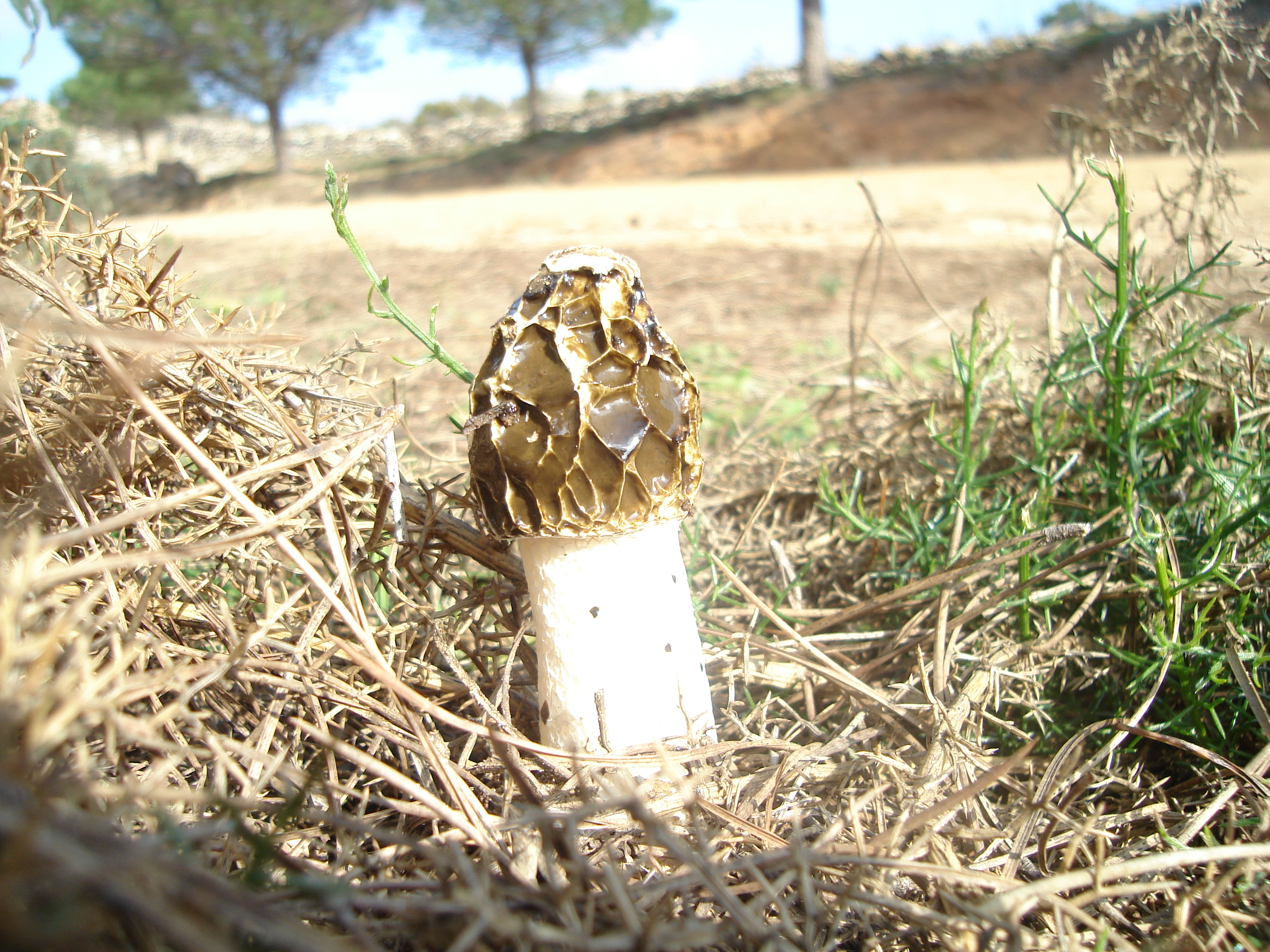
Phallus impudicus impudicus

## Valorificare

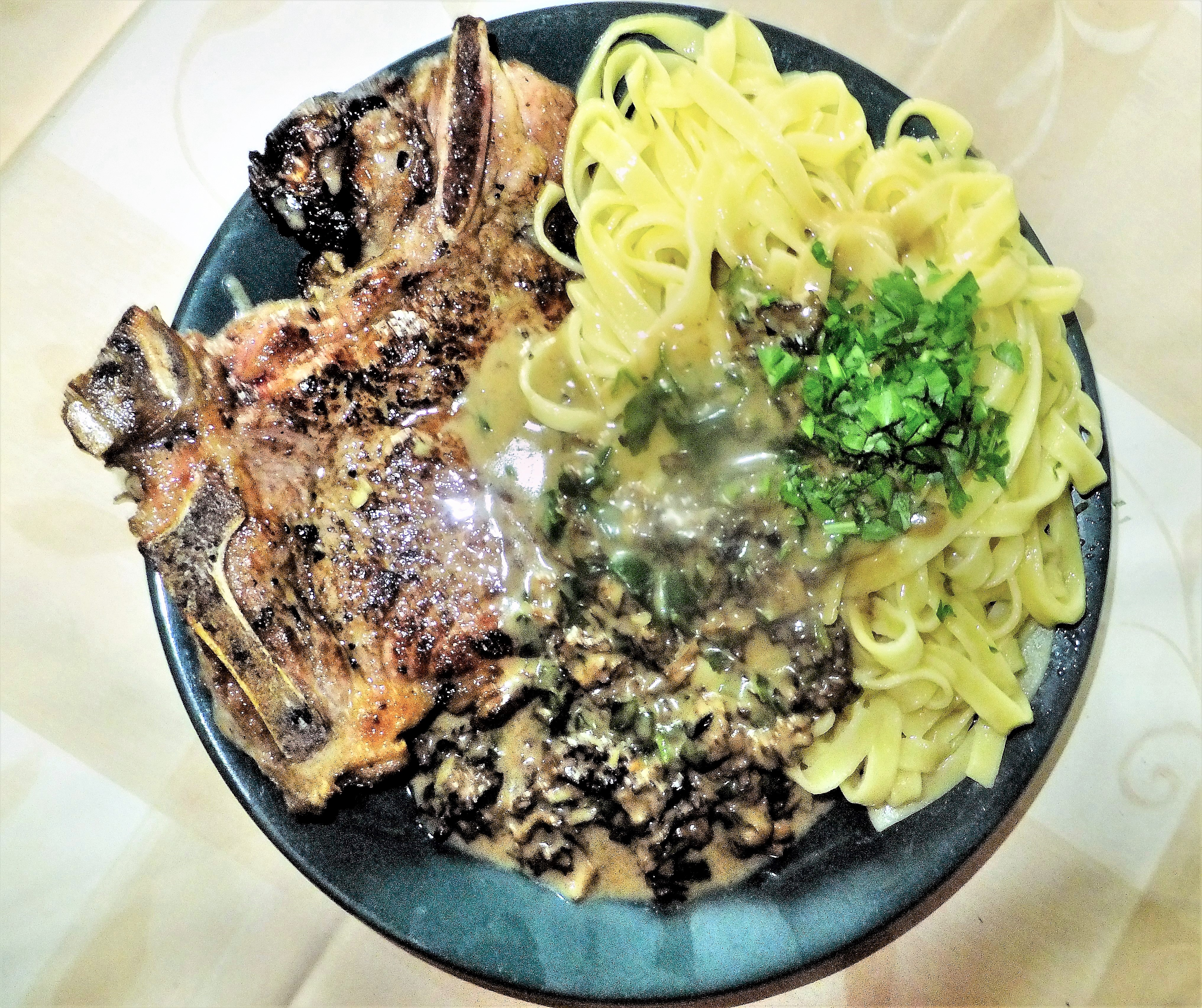
Cotlet vițel, sos de zbârciogi, Tagliatelle

Mai întâi trebuie menționat că zbârciogul semiliber nu poate fi mâncat crud pentru că conține puțină hidrazină care se dizolvă în timpul fierberii. De asemenea, consumat în porții mari, poate crea reacții neplăcute la persoane sensibile, pentru că buretele este greu de digerat.
Morchella semilibera este de calitate gastronomică foarte bună, dar inferioară zbârciogului galben. Ea poate fi pregătită ca ciulama,, alături de legume, dar nu împreună cu alte ciuperci (din cauza gustului și mirosului specific) sau ca sos, servit cu carne albă (pui, curcan, porumbel, vițel). Se potrivește de asemenea la o mâncare de creier (porc, vițel) ori cu raci, scoici, melci sau în foietaj cu șuncă, respectiv într-o plăcintă (de exemplu „pe modul reginei”, cu carne de vițel sau pui). Exemplare mai mari pot fi prăjite ca un șnițel sau umplute cu carne, după ce au fost blanșate.
Uscați  și preparați după înmuiat, bureții dezvoltă un gust și miros mai intensiv (folosiți și apa de înmuiat filtrată printr-o sită).

## Bibiliografie
- Marcel Bon: “Pareys Buch der Pilze”, Editura Kosmos, Halberstadt 2012, ISBN 978-3-440-13447-4
- Bruno Cetto, volumele 1-3 (vezi la note).
- H. Clémençon: „Pilze im Wandel der Jahreszeiten”, vol. 1 și 2, Editura Éditions Piantanida, Lausanne 1981
- Rose Marie și Sabine Maria Dähncke: „700 Pilze in Farbfotos”, Editura AT Verlag, Aarau - Stuttgart 1979 și 1980, ISBN 3-85502-0450
- Jean-Louis Lamaison & Jean-Marie Polese: „Der große Pilzatlas“, Editura Tandem Verlag GmbH, Potsdam 2012, ISBN 978-3-8427-0483-1
- Till E. Lohmeyer & Ute Künkele: „Pilze – bestimmen und sammeln”, Editura Parragon Books Ltd., Bath 2014, ISBN 978-1-4454-8404-4
- Meinhard Michael Moser: „Kleine Kryptogamenflora der Pilze - Partea a.: „ Höhere Phycomyceten und Ascomyceten”, Editura G. Fischer, Jena 1950
- Andreas Neuner: „BLV Naturführer – Pilze”, Editura BLV Verlagsgesellschaft, München-Bern-Viena 1976, ISBN 3-405-11345-8